# Kristoffer Polaha
Kristoffer Jon Polaha conhecido no mundo artístico como Kristoffer Polaha é mais conhecido por interpretar Henry Butler em Ringer e Danny/Eros em Valentine inc.

## Biografia
Kristoffer é o mais novo de quatro menidos de Jerome e Esther Polaha. Nascido em Reno, Nevada, casou-se com Julianne Morris e tem três filhos: Kristoffer Caleb Polaha (2004), Micah (2006) e Jude (2011).

## Filmografia

### Filme
| Ano  | Nome                                       | Personagens             | Notas                                  |
| ---- | ------------------------------------------ | ----------------------- | -------------------------------------- |
| 2008 | Billy: The Early Years                     | Jovem Charles Templeton |                                        |
| 2013 | Devil's Knot                               | Val Price               |                                        |
| 2014 | Atlas Shrugged Part III: Who Is John Galt? | John Galt               |                                        |
| 2014 | Back in the Day                            | Len Brenneman           |                                        |
| 2015 | Where Hope Grows                           | Calvin Campbell         |                                        |
| 2016 | Vineland                                   | Alexander               |                                        |
| 2016 | Frontman                                   | Jodie King              | Short film; also as executive producer |
| 2018 | Bachelor Lions                             | James Harmon            |                                        |
| 2019 | Beneath the Leaves                         | Detective Brian Larson  |                                        |
| 2019 | Run the Race                               | Michael Truett          |                                        |
| 2019 | A Work of Art                              | Owen                    | Short film; also producer and director |
| 2020 | Wonder Woman 1984                          | ASA                     | Post-produção                          |

### Televisão
| Ano       | Nome                                            | Personagens                | Notas                                                        |
| --------- | ----------------------------------------------- | -------------------------- | ------------------------------------------------------------ |
| 2001      | Angel                                           | Dylan Blim                 | 3ª temporada, Episódio 6, "Billy"                            |
| 2002      | Roswell                                         | Eric Hughs                 | 3ª temporada, Episódio 11, "I Married An Alien"              |
| 2002      | Birds of Prey                                   | Darkstrike                 | Episódio 7, "Split"                                          |
| 2003      | America's Prince: The John F. Kennedy Jr. Story | John F. Kennedy, Jr.       |                                                              |
| 2003      | Tru Calling                                     | Mark Evans                 |                                                              |
| 2004      | North Shore                                     | Jason Matthews             |                                                              |
| 2005      | House MD                                        | Jeff Forster               | 2ª temporada, Episódio 6, "Spin"                             |
| 2006      | CSI: Miami                                      | Jeremy Fordham             | Episódio 6, "Curse of the Coffin"                            |
| 2006      | Bones                                           | Will Hastings              | 2ª temporada, Episódio 10, "The Headless Witch in the Woods" |
| 2007–2009 | Mad Men                                         | Carlton Hansen             | 4 Episódio s                                                 |
| 2009      | Valentine                                       | Danny Valentine            | 8 Episódios                                                  |
| 2009      | Desaparecidos                                   | Justin Morgan              | Episódio 18, "Daylight"                                      |
| 2009      | Better Off Ted                                  | Don                        | Episódio 4, "Racial Sensitivity"                             |
| 2009      | Dollhouse                                       | Nate Jordan                | Episódio 2, "Instinct"                                       |
| 2010      | Romantically Challenged                         | Jesse                      | Episódio 3, "Perry and Rebecca's High School Reunion"        |
| 2010–2011 | Life Unexpected                                 | Nathaniel "Baze" Bazile    |                                                              |
| 2011–2012 | Ringer                                          | Henry Butler               |                                                              |
| 2012      | Made in Jersey                                  | Nolan                      |                                                              |
| 2012      | Awkward.                                        | Ben                        | 1 Episódio                                                   |
| 2013      | CSI: Crime Scene Investigation                  | Darryl Walsh               | Episódio: "Girls Gone Wild"                                  |
| 2014      | Dating in LA and Other Urban Myths              | Alex                       | Web series; 3 episódios                                      |
| 2015      | Backstrom                                       | Sgt. Peter Niedermayer     | Main role                                                    |
| 2015      | Stalker                                         | Nathan Grant               | Episódio: "Love Hurts", "Love Kills"                         |
| 2015      | Hawaii Five-0                                   | Hank Weber                 | Episódio: "Piko Pau ‘Iole"                                   |
| 2015–2016 | Castle                                          | Caleb Brown                | 4 episódio                                                   |
| 2016      | Hearts of Christmas                             | Matt Crawford              | Tele filme (Hallmark Movies & Mysteries)                     |
| 2016      | Rizzoli & Isles                                 | Edward Dunn                | Episódio: "For Richer or Poorer"                             |
| 2016      | Dater's Handbook                                | Robert                     | Tele filme (Hallmark)                                        |
| 2016      | Lethal Weapon                                   | Bennet Hirsch/Gino Corelli | Episódio: "Surf N Turf"                                      |
| 2017      | Get Shorty                                      | Jeffrey                    | Função recorrente, 5 episódios                               |
| 2017      | Designated Survivor                             | David Sheridan             | Episódio: "Line of Fire"                                     |
| 2017      | Rocky Mountain Christmas                        | Graham Mitchell            | Tele filme (Hallmark Movies & Mysteries)                     |
| 2018      | Pearl in Paradise                               | Colin Page                 | Tele filme (Hallmark)                                        |
| 2018      | A Small Town Christmas                          | Emmett Turner              | Tele filme (Hallmark Movies & Mysteries)                     |
| 2018–2020 | Condor                                          | Sam Barber                 | Recurring role, 9 episódios                                  |
| 2018      | Ballers                                         | Jerry White                | Episódios: "The Kids Are Aight", "The Devil You Know"        |
| 2019      | Mystery 101                                     | Travis Burke               | Tele filme (Hallmark Movies & Mysteries)                     |
| 2019      | Mystery 101: Playing Dead                       | Travis Burke               | Tele filme (Hallmark Movies & Mysteries)                     |
| 2019      | Mystery 101: Words Can Kill                     | Travis Burke               | Tele filme (Hallmark Movies & Mysteries)                     |
| 2019      | Mystery 101: Dead Talk                          | Travis Burke               | Tele filme (Hallmark Movies & Mysteries)                     |
| 2019      | Double Holiday                                  | Chris                      | Tele filme (Hallmark)                                        |
| 2020      | Mystery 101: An Education in Murder             | Travis Burke               | Tele filme (Hallmark Movies & Mysteries)                     |